# Sainte-Croix-aux-Mines
Sainte-Croix-aux-Mines è un comune francese di 1 857 abitanti situato nel dipartimento dell'Alto Reno nella regione del Grand Est.

## Storia

### Onorificenze
- Croix de guerre 1914-1918
- Croix de guerre 1939-1945

## Società

### Evoluzione demografica
Abitanti censiti

## Amministrazione

### Gemellaggi
Pluduno, dal 2001